# Lądowisko Lesko-Szpital
Lądowisko Lesko-Szpital – lądowisko sanitarne w Lesku, w województwie podkarpackim, położone przy ul. Kazimierza Wielkiego 4. Przeznaczone jest do wykonywania startów i lądowań śmigłowców sanitarnych i ratowniczych w dzień i w nocy o dopuszczalnej masie startowej do 5700 kg.
Zarządzającym lądowiskiem jest Samodzielny Publiczny Zespół Opieki Zdrowotnej w Lesku. W roku 2014 zostało wpisane do ewidencji lądowisk Urzędu Lotnictwa Cywilnego pod numerem 282
Uroczyste otwarcie lądowiska odbyło się 7 kwietnia 2014.